# Новорайск
Новорайск (укр. Новорайськ, до 1850-х годов хутор Рогулин, после хутор Ивановка, с 1921 года село Новорайск) — посёлок сельского типа в Бериславском районе Херсонской области Украины, центр Новорайской сельской общины.
В 2022 году, во время вторжения России на Украину, село было захвачено. Освобождено Вооружёнными силами Украины 11 ноября 2022 года.
Почтовый индекс — 74360. Телефонный код — 5546. Код КОАТУУ — 6520685201.

## Население
Население по переписи 2001 года составляло 2385 человек.

### Языковой состав
Родной язык населения по данным переписи 2001 года:
| Язык       | Численность, чел. | Доля     |
| ---------- | ----------------- | -------- |
| Украинский | 2 222             | 93,17 %  |
| Русский    | 156               | 6,54 %   |
| Другое     | 7                 | 0,29 %   |
| Итого      | 2 385             | 100,00 % |

## Известные уроженцы и жители
В селе родились:
- Осипенко-Радомская, Инна Владимировна — украинская спортсменка, выступающая в гребле на байдарках, чемпионка Олимпийских игр в Пекине и бронзовая медалистка Олимпийских игр в Афинах.
- Боженко, Василий Артемьевич — живописец.
- Кучер, Алексей Владимирович — председатель Харьковской облгосадминистрации с 5 ноября 2019 года

## Местный совет
74360, Херсонская область, Бериславский р-н, пос. Новорайск, ул. Ленина, 32